# Olivier Peters
Olivier Peters (Parijs, 9 juni 1955) is een Franse jazzmuzikant (saxofoon, fluit) van de modernjazz.

## Biografie
Peters komt uit een muzikale familie. Zijn vader was dirigent, zijn moeder violiste en zijn jongere broer is Grégoire Peters. Hij studeerde aan de Berlin University of the Arts en aan het Berklee College of Music in Boston. Van 1980 tot 1983 woonde hij in New York, waar hij o.a. optrad en opnam met Buddy Rich (cd: Rich & Famous), Mel Lewis, Louie Bellson, Jaki Byard, Toshiko Akiyoshi, Sarah Vaughan, Frank Sinatra, Vinnie Johnson en Tony Bennett. Peters is sinds 1985 saxofonist in de WDR Big Band. Hij nam drie van zijn eigen albums op, waaraan Walter Norris, Bob Brookmeyer, Mel Lewis, Frank Chastenier en Danny Gottlieb deelnamen. Op meer dan zestig albums speelde hij als sideman o.a. met Lalo Schifrin, Patti Austin, Randy Brecker, Biréli Lagrène, Götz Alsmann, Maceo Parker en Joe Lovano.

## Discografie
onder zijn eigen naam
- 1980: Wings of Spring
- 1996: What Is New?
- 1986: Open the Door